# Interstate 30
L'Interstate 30 (I-30) è un'autostrada statunitense della Interstate Highway che si estende per 590,24 chilometri e collega Fort Worth con North Little Rock passando per Dallas.